# استراتيجية خيط اللؤلؤ (المحيط الهندي)

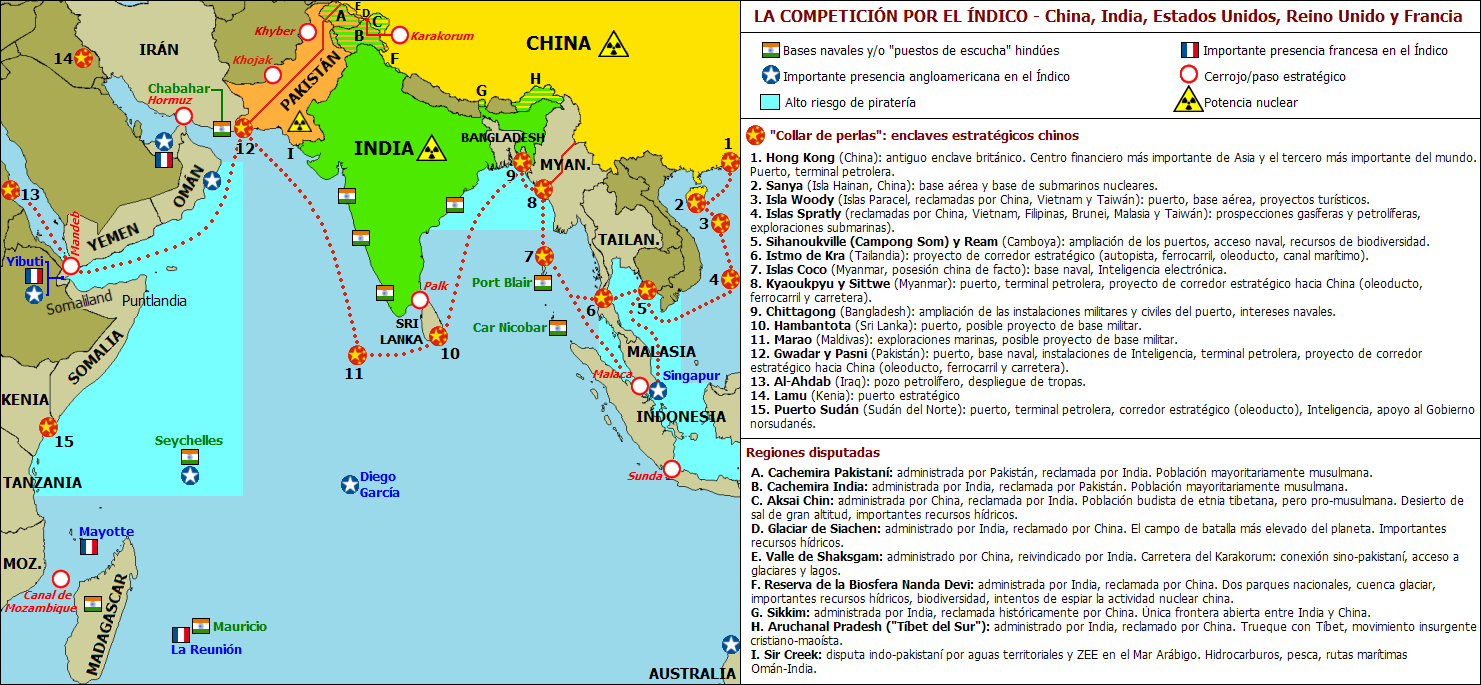

تعد استراتيجية خيط اللؤلؤ، نظرية جيوسياسية تتحدث عن النوايا الصينية محتملة الوقوع في منطقة المحيط الهندي. وتشير إلى شبكة من المنشآت والعلاقات العسكرية والتجارية الصينية على طول خطوط الاتصال البحرية، والتي تمتد من بر الصين الرئيسي إلى بورتسودان في شبه الجزيرة الصومالية (القرن الأفريقي). تمر الخطوط البحرية عبر العديد من نقاط التفتيش البحرية الرئيسية، مثل مضيق المندب، مضيق ملقا، مضيق هرمز ومضيق لومبوك، بالإضافة إلى المراكز البحرية الاستراتيجية الأخرى في باكستان وسريلانكا وبنغلاديش ومالديف والصومال. يعتقد الكثير من المعلقين في الهند أن هذه الخطة، إلى جانب خطة الممر الاقتصادي الصيني الباكستاني وأجزاء أخرى من مبادرة الحزام والطرق الصينية (تحت إشراف الرئيس شي جين بينغ)، تشكل تهديدًا للأمن القومي للهند. من شأن هذا النظام محاصرة الهند والتهديد بإسقاط قوتها التجارية، وزعزعة سلامتها الإقليمية. علاوة على ذلك، يُنظر إلى دعم الصين لعدو الهند المعروف، باكستان (انظر: الحروب والصراعات الهندية الباكستانية) وميناء جوادار الخاص بها، على أنه تهديد، بالإضافة إلى المخاوف من أن تطور الصين قاعدة عسكرية بحرية خارجية في جوادار، والتي قد تسمح للصين بشن حرب استعجالية في منطقة المحيط الهندي. اتخذت الهند منذ ذلك الحين، خطوات عديدة ومختلفة، تحسبًا لمواجهة التهديد المُحتمل. استُخدم المصطلح لأول مرة على أنه مفهوم جيوسياسي، وذلك في تقرير داخلي لوزارة الدفاع الأمريكية بعنوان «مستقبل الطاقة في آسيا» في عام 2005.
يُستخدم المصطلح على نطاق واسع أيضًا، للتحدث عن السياسة الجيوسياسية والسياسة الخارجية للهند، لتسليط الضوء على مخاوف الهند بشأن مشاريع مبادرة الحزام والطرق الصينية الضخمة في جنوب آسيا. وفقًا لمعهد الاتحاد الأوروبي للدراسات الأمنية، فإن تشكيل المباحثات الأمنية الرباعية (الذي يتكون من الولايات المتحدة والهند وأستراليا واليابان)، هو نتيجة مباشرة لسياسة الصين الخارجية والأمنية الحازمة في منطقة المحيط الهادئ الهندية. يدل ظهور استراتيجية خيط اللؤلؤ على النفوذ الجيوسياسي المتزايد للصين، من خلال الجهود المنسقة لزيادة الوصول بسهولة إلى الموانئ والمطارات، وتوسيع وتحديث القوات العسكرية وتعزيز العلاقات الدبلوماسية مع الشركاء التجاريين. تصر الحكومة الصينية على تأكيد اتسام الإستراتيجية الصينية البحرية المزدهرة بالسلم التام، وهي لحماية المصالح التجارية الإقليمية فقط. أكد رؤساء مجلس الدولة الصينية، جين تاو وشي جين بينغ، عدم سعي الصين للهيمنة على العلاقات الخارجية. وجد تحليل أجرته الإيكونوميست في عام 2013، أن للتحركات الصينية طابع تجاري في الأساس. كما أن هناك الكثير من الإدعاءات التي تتهم تصرفات الصين باختلاق معضلة أمنية بين الصين والهند في المحيط الهندي، ما جعل بعض المحللين يشكون في ذلك، ويشير هذا إلى ضعف الاستراتيجية الأساسية للصين.

## المصطلح
تشير كلمة «اللؤلؤ» في هذه النظرية، إلى قاعدة عسكرية صينية موجودة حاليًا أو محتملة الإنشاء، أو مشروع ضخم للبنية التحتية، أو ممر اقتصادي، أو ميناء أو مدينة أخرى أو ميزة محلية جيوستراتيجية في المنطقة. يشير مصطلح «خيط» اللآلئ، إلى إمكانية ربط بحرية جيش التحرير الشعبي لهذه اللآلئ عبر الطرق البحرية.

## المصدر
توصلت شركة الاستشارات الأمريكية «بوز ألين هاملتون» في عام 2004، إلى فرضية استراتيجية «خيط اللؤلؤ»، التي تفترض محاولة الصين توسيع وجودها البحري من خلال بناء البنية التحتية البحرية المدنية على طول المحيط الهندي. تنبأ ديفيد إتش شين في عام 2008 بنفس الشيء، إذ توقع احتياج الصين إلى توسيع قدراتها البحرية من أجل حماية خطوط الإمداد بالموارد الحيوية من إفريقيا والشرق الأوسط إلى الصين. اعتمد التطور الاقتصادي السريع للصين على مدار الربع الأخير من القرن الماضي اعتمادًا كبيرًا على مصادر الطاقة الأجنبية، ومن المحتمل أن تثبت مصادر الطاقة الأجنبية أنها أكثر أهمية لاستمرار نمو الاقتصاد الصيني. أصبحت خطوط الاتصال البحرية التي تربط البر الرئيسي الصيني بالموانئ في جميع أنحاء الشرق الأوسط وسواحل إفريقيا مصدرًا رئيسيًا للصراع فيما يتعلق بأمن الطاقة في الصين. تعد الصين أكبر مستهلك للنفط في العالم وأكبر مستورد له.
يُشكل النفط المستورد من دول الخليج وأفريقيا 70% من إجمالي واردات النفط الصينية، ويظل مصدر الطاقة الأكثر أهمية في الصين بصرف النظر عن الفحم المحلي والطاقة النووية المحلية. لتلبية الطلب المستقبلي، وقعت الصين على عدد من العقود طويلة الأجل لتطوير حقول النفط الإيرانية وبناء خط أنابيب ومصفاة وميناء في السودان لتصدير النفط. سيظل النقل الخارجي للنفط من مناطق الإنتاج الحالية، الوسيلة الأساسية لاستيراد الطاقة في المستقبل القريب. أُثبتت صعوبة بذل جهود لتأمين خطوط إمداد جديدة في آسيا الوسطى، وذلك لسوء البنية التحتية وعدم الاستقرار السياسي والتحديات اللوجستية والفساد، التي تعيق تنمية الطاقة. يكمن أمن الطاقة أيضًا في صميم جهود الصين لمكافحة القرصنة، والتي تمثل أكبر أهداف الصين البحرية. يدل توسع نطاق الدوريات البحرية الصينية قبالة سواحل الصومال، وقرار الصين بالانضمام إلى دوريات الدفاع متعددة الجنسيات في عام 2010، على زيادة مراقبة الصين لممرات الشحن.

## المرافق والعلاقات

### بحر الصين الجنوبي
تعبر خطوط الاتصالات البحرية الحساسة التي تربط الصين بالدول المنتجة للنفط في الشرق الأوسط، بحر الصين الجنوبي، ما يجعلها منطقة استراتيجية رئيسية ونقطة قلق محتملة للحكومة الصينية. تقوم السفن البحرية الصينية بدوريات مكثفة في مياه بحر الصين الجنوبي، ما سبب اندلاع الادعاءات الإقليمية المتضاربة في المنطقة بشكل دوري عند المواجهات البحرية. برزت الجهود الصينية للسيطرة على بحر الصين الجنوبي بشكل كبير عبر تخمين الطموح التوسعي للحكومة المركزية الصينية في بناء سلسلة خطط مستقبلية للطاقة على طول آسيا. بدأت جهود الحكومة المركزية لممارسة قدر أكبر من السيطرة في المنطقة بشكل جدي، بعد حدوث فراغ في السلطة وذلك عند انسحاب القوات الأمريكية من الفلبين في عام 1991. كانت المناوشات مع القوى المجاورة، وعلى الأخص فيتنام خلال الحرب الصينية الفيتنامية عام 1979، لاعبًا اساسيًا في العلاقات الخارجية الصينية بعد الحرب، إلى أن بدأت الحكومة الصينية بتأكيد مطالبها الإقليمية في المنطقة، خلال العقدين الماضيين فقط.
امتد الاهتمام بالمنطقة تاريخيًا، إلى موارد الصيد والمعادن الغنية المعروف وجودها هناك. ومع ذلك، يمكن استخدام الجزر الموجودة في هذه المناطق، لتكون قواعد جوية وبحرية لأنشطة الاستخبارات والمراقبة والاستطلاع أيضًا، بالإضافة إلى كونها قاعدة لغواصات الصواريخ البالستية الصينية وأساطيل بحرية لدعم حاملة طائرات. تُعتبر القاعدة البحرية الصينية في جزيرة هاينان عمومًا، أول تجربة لخطة عقد اللؤلؤ. يبدو أن التشييد الأخير لقاعدة للغواصات تحت الماء في هاينان، بالإضافة إلى المنشآت المترامية الأطراف الموجودة بالفعل، يؤكد بشكل إضافي على الأهمية المتصورة لهينان، بكونها قاعدة للسيطرة الصينية في بحر الصين الجنوبي. تضم جزيرة وودي، وهي أكبر جزيرة من جزر باراسيل، مهبط طائرات صينيًا، وحُسن أيضًا ليصبح «لؤلؤة». تحتفظ سانشا، وهي مدينة في جزيرة وودي، بحامية شعبية تُشرف أيضًا على المطالبات الصينية في جزرسبارتلي، ممددة للوجود العسكري بشكل قليل ولكن دائم، عبر المطالبات الصينية في بحر الصين الجنوبي. أثار اقتراح صيني وُجه إلى تايلاند وتبلغ قيمته 20 مليار دولار، ويهدف إلى تمويل بناء قناة تسمح للسفن بتجاوز مضيق ملقا بسهولة تامة، مخاوف كثيرة، نظرًا لأن الصين هي من سيسيطر على الممر الذي يربط الموانئ والمنشآت الصينية بأماكن أخرى، من بحر الصين الجنوبي إلى المحيط الهندي.